# Emily Wickersham
 (février 2014).
Si vous disposez d'ouvrages ou d'articles de référence ou si vous connaissez des sites web de qualité traitant du thème abordé ici, merci de compléter l'article en donnant les références utiles à sa vérifiabilité et en les liant à la section « Notes et références ».
Emily Wickersham, née le 26 avril 1984 dans le Kansas, est une actrice américaine. 
Elle est surtout connue pour son rôle de Eleanor Bishop dans la série télévisée NCIS : Enquêtes spéciales.

## Biographie
D'origines autrichienne et suédoise, Emily Wickersham est la fille de John et d'Amy Wickersham. Née en 1984 dans le Kansas, elle grandit à Mamaroneck (État de New York). Elle fréquente le Muhlenberg College pendant deux ans.

### Vie privée
Le 23 novembre 2010, elle se marie avec le musicien Blake Anderson Hanley à Little Palm Island, dans l'archipel des Keys. Ils divorcent en décembre 2018.
Depuis 2019, elle est en couple avec l’acteur James Badge Dale. Le 30 décembre 2021, elle donne naissance à un petit garçon prénommé Cassius.
Le 21 mai 2024, elle annonce attendre un deuxième enfant, le 2 octobre, elle accouche d'un garçon du prénom de Zephyr.
Le 27 septembre 2024, elle annonce son mariage avec James Badge Dale.

## Carrière
Elle commence sa carrière en 2006 à l'âge de 22 ans. Elle apparait dans la série Les Soprano en 2006, puis en 2007. 
En 2008, elle tourne aux côtés de Kevin Bacon dans le téléfilm L'Honneur d'un Marine de Ross Katz.
En 2013, elle obtient le rôle d'Eleanor Bishop, une analyste de la NSA, dans la onzième saison de la série NCIS : Enquêtes spéciales. Elle reprend le poste laissé vacant par Cote de Pablo. Elle quitte la série au terme du dernier épisode de la dix-huitième saison en mai 2021.

## Filmographie

### Cinéma
- 2007 : Gardener of Eden de Kevin Connolly : Kate
- 2008 : Un jour, peut-être (Definitely, Maybe) d'Adam Brooks : Une interne en 1998
- 2009 : How I Got Lost de Joe Leonard : Taylor
- 2010 : Remember Me d'Allen Coulter : Une fille
- 2011 : Numéro Quatre (I Am Number Four) de D. J. Caruso : Nicole
- 2012 : Disparue (Gone) d'Heitor Dhalia : Molly Conway
- 2015 : Glitch de Daniel Doherty II : Vanessa

### Télévision

#### Séries télévisées
- 2006 : Parco P.I. : Grace Carr
- 2006 à 2007 : Les Soprano (The Sopranos) : Rhiannon Flammer
- 2007 : The Bronx Is Burning : Suzy Steinbrenner
- 2007 : The Gamekillers : La fille
- 2009 : New York, section criminelle (Law and Order : Criminal Intent) : Ceci Madison
- 2009 : Bored to Death : Emily
- 2009 : Trauma : Jessica
- 2011 : Gossip Girl : Une femme
- 2013 : The Bridge : Kate Millwright
- 2013 à 2021 : NCIS : Enquêtes spéciales (NCIS) : Agent spécial Eleanor "Ellie" Bishop
- 2016 : NCIS : Nouvelle-Orléans : Agent spécial Eleanor "Ellie" Bishop

#### Téléfilms
- 2007 : Mitch Albom's for One More Day de Lloyd Kramer : Maria Benetto Lang
- 2008 : L'Honneur d'un Marine (Taking Chance) de Ross Katz : Kelley Phelps